# Station Hurst Green
Hurst Green is een spoorwegstation van National Rail in Tandridge in Engeland. Het station is eigendom van Network Rail en wordt beheerd door Southern. 